# ديفيد موس
ديفيد موس (بالإنجليزية: David Moss)‏ هو لاعب هوكي الجليد أمريكي، ولد في 28 ديسمبر 1981 في ديربورن في الولايات المتحدة.

## وصلات خارجية
- ديفيد موس على موقع دوري الهوكي الوطني (الإنجليزية)
- ديفيد موس على موقع قاعة مشاهير الهوكي (لاعب أن.إتش.أل) (الإنجليزية)
- ديفيد موس على موقع EliteProspects.com (الإنجليزية)
- ديفيد موس على موقع Eurohockey.com (الإنجليزية)
- ديفيد موس على موقع HockeyDB.com (الإنجليزية)
- ديفيد موس على موقع Hockey-Reference.com (الإنجليزية)